# 17. kongres Občanské demokratické strany
17. kongres ODS se konal 18.–19. listopadu 2006 v Praze.

## Dobové souvislosti a témata kongresu
Kongres se odehrával několik měsíců po sněmovních volbách roku 2006, ve kterých ODS vyhrála, ale nebyla schopna sestavit většinovou vládu, protože poměr hlavních politických bloků v dolní komoře byl 100 : 100. Provizorně tak vládla první vláda Mirka Topolánka, ale v zemi trval politický pat. Kongres ocenil volební úspěch strany, ale prohlásil za preferovanou variantu konání předčasných voleb v roce 2007. Odmítl variantu velké koalice ODS a ČSSD i variantu opoziční smlouvy po vzoru let 1998–2002. Strana se opětovně vymezila proti levici a proti spolupráci ČSSD s KSČM. Výkonné radě uložil kongres odebrat licenci místním sdružením ODS, která by na komunální úrovni koaličně spolupracovala s KSČM. V evropských otázkách kongres zakázal „všem politikům ODS předávat další kompetence ČR na úroveň Evropské unie a rozšiřovat rozsah evropské agendy schvalované kvalifikovanou většinou.“
Na post 1. místopředsedy usedl Pavel Bém, jinak v personálních otázkách nedošlo k větším změnám.

## Personální složení vedení ODS po kongresu
- Předseda – Mirek Topolánek
- 1. místopředseda – Pavel Bém
- Místopředsedové – Petr Bendl, Petr Gandalovič, Ivan Langer, Petr Nečas
- Výkonná rada ODS – Milan Balabán, Walter Bartoš, Rudolf Blažek, Jan Bürgermeister, Milan Cabrnoch, Pavel Drobil, Hynek Fajmon, Radomil Gold, Zdeňka Horníková, Tomáš Chalupa, Libor Ježek, Dan Jiránek, Vítězslav Jonáš, Jiří Kadrnka, Jiří Kittner, Ivan Kosatík, Petr Krill, Jaroslav Kubera, Miroslav Levora, Ladislav Libý, Libor Lukáš, Jiří Oberfalzer, Milan Richter, Zbyněk Stanjura, Ivo Strejček, Václav Stříteský, Richard Svoboda, Tomáš Šimčík, Petr Štrunc, Jiří Šulc, Pavel Tošovský, Aleksandra Udženija, Milan Venclík, Vladislav Vilímec, Oldřich Vlasák, Jan Zahradník, Tom Zajíček[2]